# Brookdale, Kalifornien
Brookdale är en ort i Santa Cruz County i delstaten Kalifornien, USA.